# Thomas J. Devlin
Thomas J. Devlin (* 23. August 1935 in Jenkintown, Pennsylvania; † 2. Oktober 2022) war ein US-amerikanischer experimenteller Hochenergiephysiker.
Devlin ging in Jenkintown und Philadelphia zur Schule und studierte am LaSalle College Physik mit dem Bachelorabschluss 1957 und an der University of California, Berkeley mit dem Master-Abschluss 1959 und der Promotion 1961 bei Burton J. Moyer. 1962 bis 1967 war er an der Princeton University und danach war er Professor an der Rutgers University. 2007 emeritierte er dort und ging an die University of Pennsylvania.
Er war Gastwissenschaftler am CERN (1970/71) und am Fermilab (1980/81, 1988 bis 1990). Er führte Experimente am Bevatron 184 Inch Zyklotron in Berkeley aus, am AGS des Brookhaven National Laboratory, am Princeton-Pennsylvania Accelerator, am Fermilab und am CERN.
2005 wechselte er zur Astrophysik und arbeitete am Robert C. Byrd Green Bank Telescope (GBT) an der Beobachtung der Polarisation der Radiostrahlung von Galaxien.
Für Experimente zu Polarisation und magnetischem Moment von Hyperonen 1974 bis 1985 am Fermilab erhielt er 1994 den Panofsky-Preis. Später arbeitete er am CDF Detektor des Fermilab.
1985 wurde er Fellow der American Physical Society. 1991 war er Guggenheim Fellow.
Er war mit der Psychologin Nancy Devlin verheiratet und hatte drei Söhne, darunter den Produzenten Paul Devlin. Sein Sohn Mark Devlin ist Professor für Astrophysik und Astronomie an der University of Pennsylvania.
Devlin starb am 2. Oktober 2022 im Alter von 87 Jahren.